# 캐나다 우크라이나 정교회

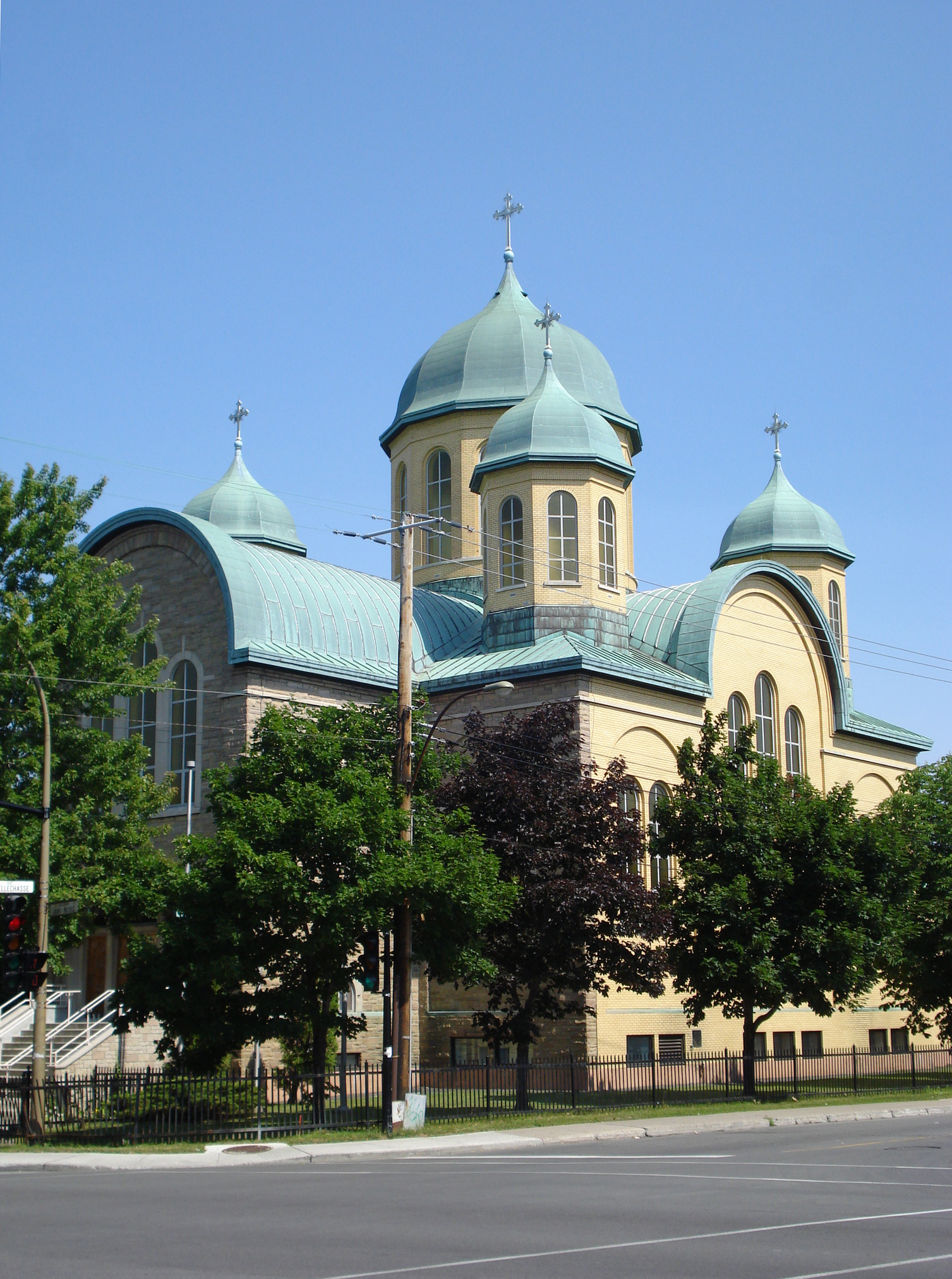

캐나다 우크라이나 정교회(영어: Ukrainian Orthodox Church of Canada)는 캐나다에 소재한 기독교 동방 정교회 교단이다. 이전 명칭은 우크라이나 그리스 정교회(Ukrainian Greek Orthodox Church of Canada)였다. 콘스탄티노폴리스 세계총대주교청에 소속되어있다. 신도 수는 85,000명 정도이다. 캐나다의 위니펙, 사스카툰, 밴쿠버, 에드먼턴, 토론토, 몬트리올 등지에 대성당을 보유하고 있다. 주교좌 대성당, 성 앤드류 대학, 중앙 교구청은 모두 위니펙에 소재하고 있다.

## 역사
19세기 후반과 20세기 초반 갈리치아(서우크라이나 지역)에서 캐나다로 이주한 우크라이나인은 대부분 우크라이나 그리스 가톨릭 교회 신자였고 1912년 우크라이나 그리스 가톨릭 총대주교대리구가 설정되기 전에는 현지 로마 가톨릭 교회에 의해 지도를 받았다. 그리고 캐나다로 이민온 또 다른 우크라이나인은 부코비나 출신이며, 이들은 대부분 정교회 신자였다. 처음에 이러한 정교회 기독교인들은 북아메리카의 러시아 정교회 선교단(당시 러시아 정교회의 일부)가 지도했지만 예배가 우크라이나 모국어로 거행되지 않았다. 1918년 여름, 사스카툰(Saskatoon)에서 가톨릭과 정교회 신자가 회합해 캐나다 우크라이나 그리스 정교회를 설립하였다.
캐나다 거주 우크라이나 교민들은 막 새로운 교회를 설립하였지만 주교가 없는 교회가 존재할 수 없다는 정교회 교회법을 의식하게 되었다. 그래서 캐나다 우크라이나 정교회 형제단은 러시아 정교회의 대주교 알렉산더가 당 교회의 주교로서 임시로 교회를 치리하게끔 노력했다. 처음에는 알렉산더 대주교는 이 제안에 동의했지만 나중에 거절하였다. 그래도 캐나다 우크라이나 정교회의 제1차 공의회는 1918년 12월 28일 사스카툰에서 계획대로 개최되었다. 이 공의회의 결과로 교회 최초의 신학교가 사스카툰에 설립되었다. 형제단은 계속해서 교회를 지도할 임시 주교를 찾았고, 결국 북아메리카의 안티오키아 정교회 대교구의 대주교 게르마노스가 5년(1919년 - 1924년) 동안 교회를 지도하였다.
캐나다 우크라이나 정교회와 콘스탄티노플 세계총대주교청은 지속적인 대화 과정을 거쳐 1990년 통합하였고 캐나다 우크라이나 정교회는 타 정교회와 성사교류가 가능한 완전한 상통관계를 맺게 되었다. 디미트리오스 1세 콘스탄티노폴리스 세계 총대주교의 콘스탄티노폴리스 정교회와 캐나다 우크라이나 정교회 통합 선언은 콘스탄티노폴리스 교회가 역사적 관할권을 근거로 캐나다 우크라이나 정교회가 세계총대주교의 교도권에 편입하는 것을 정당화하면서 캐나다 우크라이나 정교회의 자치를 인정했다.
2005년 초 와실리 대주교의 사망후 캐나다 우크라이나 정교회의 21회 공의회는 요한 대주교를 위니펙과 캐나다의 관구장 주교로 선출했다. 2008년 8월, 신임 주교들을 선출하고 캐나다 우크라이나 정교회의 내규를 개정하고 교회 창립 90주년을 기념하기 위해 사스카툰에서 특별한 공의회가 개최되었다. 공의회는 텔메소스의 일라리온 주교를 에드먼턴 주교로, 안드리를 사스카툰 보좌주교로 선출했다.
2010년 7월 은퇴한 요한 대주교의 후임자를 지명하기 위해 공의회가 개최되었다. 공의회는 토론토 대주교 유리를 관구장 주교에 임명했고 2010년 8월 30일 콘스탄티노폴리스 세계 총대주교는 유리 대주교가 위니펙과 캐나다의 관구장주교에 착좌하는 것을 승인했다.
2023년 8월 25일, 힐라리온 대주교는 성직자들에게 우크라이나의 기독교 교회 전환 후 새 율리우스력으로 전환할 가능성에 대해 교구에서 토론을 열 것을 촉구했다. 2023년 12월 1일, 2023년 12월 20일부터 캐나다 UOC가 뉴율리우스력으로 전환한다는 사실이 알려졌다.

## 교구
- 중앙교구 (위니펙)
- 동교구 (토론토)
- 서교구 (에드먼턴)

## 신학교
- 성 앤드류 대학

## 같이 보기
- 콘스탄티노폴리스 세계총대주교
- 미국 우크라이나 정교회
- 우크라이나 정교회

1. ↑  “Primatial Encyclical: Announcement of the Adoption of the Revised Julian Calendar by the Ukrainian Orthodox Church of Canada”. 2023년 12월 1일. 2023년 12월 8일에 확인함.